# Home Sweet Home (film, 2008)
Pour les articles homonymes, voir Home Sweet Home.
Pour plus de détails, voir Fiche technique et Distribution.
Home Sweet Home est un film français de Didier Le Pêcheur sorti le 19 novembre 2008.

## Synopsis
Albert (Daniel Prévost) et Gédéon (Patrick Chesnais) forment depuis trente ans un « couple » original : de caractères foncièrement opposés, ils partagent la même maison depuis le veuvage d’Albert. Lorsque Claire (Judith Godrèche), la fille d’Albert, vient se ressourcer auprès de ses « parents » après deux ans de silence radio et plusieurs galères sentimentales, elle ne va pas trouver le réconfort qu’elle attendait : ce trio familial atypique va voir resurgir les secrets d’un passé flower power mis au jour par un flic (Alexandre Astier) aussi fin limier que séducteur pathétique.

## Fiche technique
- Réalisation : Didier Le Pêcheur
- Scénario original : Bruno Cadillon en collaboration avec Nicolas Saada
- Adaptation et dialogues : Bruno Cadillon et Didier Le Pêcheur avec la collaboration de Nicolas Saada
- Production : Program 33, Rezo Films
- Producteurs : Fabrice Coat, Jean-Michel Rey et Philippe Liégeois
- Musique du film : François Staal
- Directeur de la photographie : Myriam Vinocour
- Montage : Yves Beloniak
- Pays :  France
- Genre : comédie
- Durée : 100 minutes
- Date de sortie :
  - France : 19 novembre 2008

## Distribution
- Patrick Chesnais : Gédéon Brion
- Daniel Prévost : Albert Noyan
- Judith Godrèche : Claire Noyan
- Alexandre Astier : Capitaine Joubert
- Gabrièle Valensi : Lucie
- Raphaël Lenglet : Ladrun
- Gérard Loussine : Gassier
- Lorànt Deutsch : le barman
- Nicolas Gob : Edwin, l'ex de Claire
- Élodie Yung : Marie Jo, la maitresse de l'ex de Claire
- Juliette Poissonnier : La coiffeuse

## Anecdote
Une partie de la distribution de Les Bleus, premiers pas dans la police joue dans le film des rôles plus ou moins importants : Élodie Yung et Nicolas Gob au début du film, puis Gabrièle Valensi et Raphaël Lenglet.